# آني لي برون
آني لي برون (بالفرنسية: Annie Le Brun)‏ هي كاتِبة وشاعرة فرنسية، ولدت في 1942 في رين في فرنسا.

## وصلات خارجية
- آني لي برون على موقع IMDb (الإنجليزية)